# I. Khsajársá perzsa király

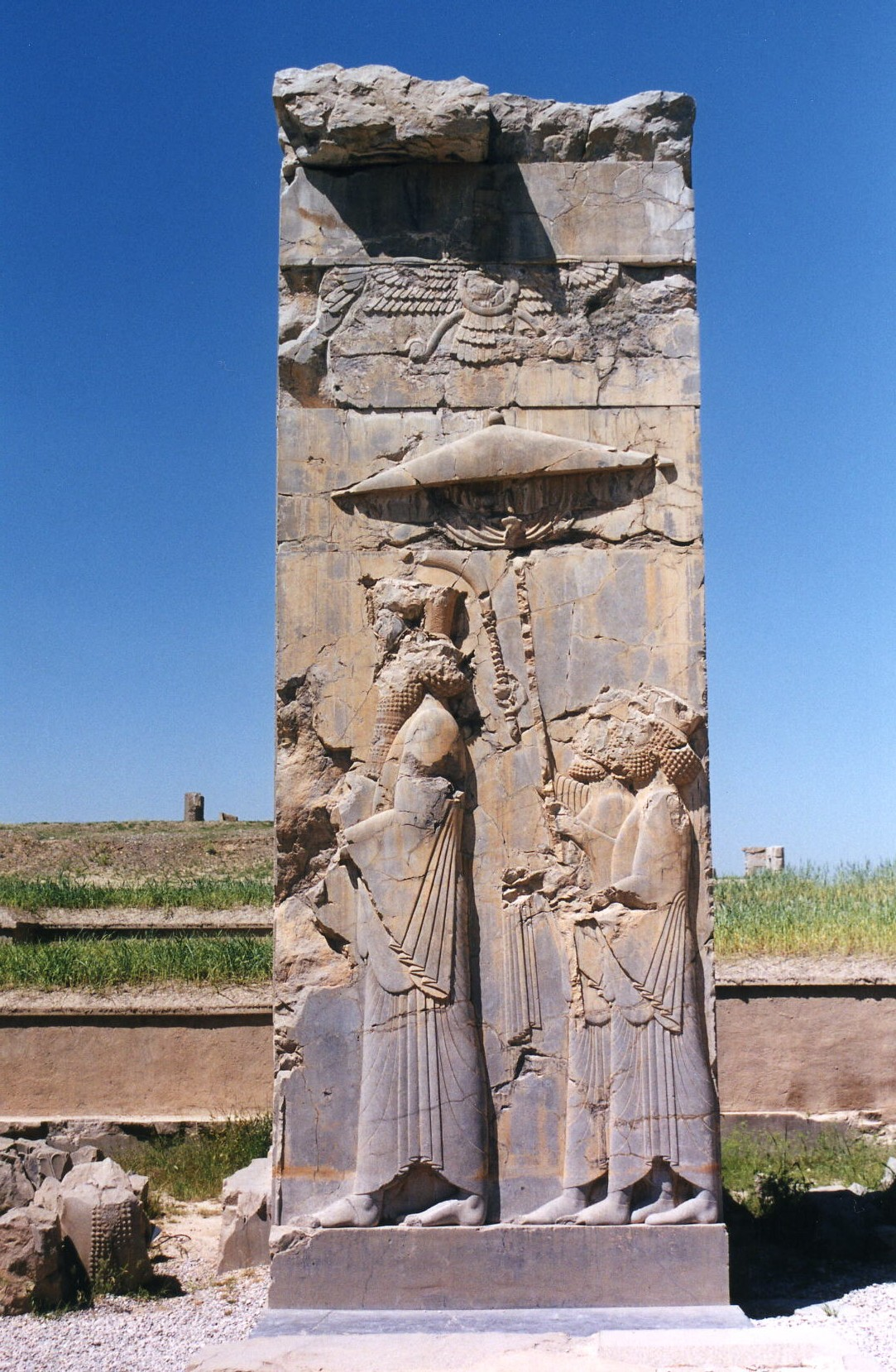
Xerxész egy napernyő alatt

I. Khsajársá (𐎧𐏁𐎹𐎠𐎼𐏁𐎠 óperzsául xa-ša-ya-a-ra-ša-a, normalizált alakban Xšayāršā, ógörögül: Ξέρξης, azaz I. Xerxész, Kr. e. 519 – Kr. e. 465. augusztus 4. és 8. között) perzsa király Kr. e. 486-tól haláláig az Akhaimenidák dinasztiájából.

## Neve
A Xerxész (Ξέρξης) a görög és latin (Xerxes, Xerses) átírása az óperzsa Xšayāršā ("hősök vezére") szónak, ami az első rész xšaya, azaz "uralkodó", és a második ṛšā, azaz "hős, ember" jelentésű részéből látható.  A név akkád nyelven Ḫi-ši-ʾ-ar-šá, arámi nyelven pedig ḥšyʾrš alakban volt ismert.

## Élete

### Trónra lépése
Dárajavaus és Atossza (II. Kurus leánya) fiaként született. Még édesatyja életében küzdelmeket folytatott a főhatalomért mostohatestvérével, Artabazanésszel, azonban Demarátosz segítségével felülkerekedett a küzdelemben.
A trónt édesanyja befolyása révén könnyűszerrel nyerte el.

### A Birodalom rendbetétele
Trónralépte után leverte a még Dárajavaus idejében kitört egyiptomi felkelést, majd Babilóniában is megszilárdította hatalmát.

### Görög háborúk
Ezek után nagy előkészületeket tett a Hellász elleni háborúra, melyre sógora, Mardoniosz, néhány elűzött tirannosz-család, valamint álmok és jóslatok ösztökélték.
Kr. e. 480 tavaszán indult el – nem törődve nagybátyjának, Artabanosznak intelmeivel – Szardeiszből óriási seregével. Két hidat vert a Hellészpontoszon, és Therméig vonult (ma Szaloniki), ahol hajóhadával találkozott. Hérodotosz igencsak szubjektíven, gyalogos haderejét 1 700 000 főre, lovasságát 80 000 lovasra, hajóhadát pedig 1200 háromevezősoros hajóra teszi, így embereinek száma a 5 000 000-t is meghaladhatta. Más görög és perzsa történetírók, mint Ephorosz, Ktésziasz már „csak” 800 000 főre becsülték szárazföldi hadát.
A sereg Thesszálián keresztül egészen Attikáig nyomult előre. Azonban a thermopülai és a szalamiszi csaták megváltoztatták a háború menetét. Khsajársá ezek után seregének nagy részével visszafordult, és 45 nap után visszaért a Hellészpontoszhoz, innen aztán hazatért Szárdeiszbe. A plataiai és mükaléi ütközetek után véglegesen lemondott a Hellász meghódításáról.

### Utolsó évei
A hátralévő 14 évét már csak az élvezetek hajszolásával és asszonyi intrikák között töltötte.
Alatta már egész határozottan megjelentek a Perzsa Birodalom romlásának jelei. Bár a perszepoliszi fényűző építkezések és az Afrika körülhajózására küldött expedíció még arról tanúskodtak, hogy még van erő a perzsákban nagy vállalkozásokra. Kr. e. 467-ben Xerxész túlélte az Eurümedón melletti vereséget.
Oktalan kicsapongásai és felesleges kegyetlenségei gyűlöletessé tette népe előtt. Kr. e. 465-ben Artabanosz, a testőrök vezére az eunuch Mithridatésszel szövetkezve palotaforradalmat robbantott ki, és végzett Khsajársával. A király elsőszülőtt fiát, Dárajavaust Artabanosz szintén megölette, de a második, Artakhsaszjá megelőzte a gyilkost és a belügyek terén erős kézzel ragadta meg a kormány gyeplőit.

### Xerxész mint Ahasvéros?
A Biblia szerint Ahasvérus király eltaszította magától korábbi feleségét, Vastit (perzsául: وَ شتی آ), mivel az nem volt hajlandó az udvar előtt nyilvánosan „megmutatni szépségét” (értsd: felfedni bájait vagy táncolni), majd elvette a zsidó Mordecháj unokahúgát, Esztert.
Hámán főminiszter "igyekezett elveszteni minden zsidót" és ezért tízezer talentum ezüstöt ajánlott fel a királynak. Eszter királyné és nagybátyja, Mordecháj (Mardokeus) közbenjárására a zsidók engedélyt kaptak a védekezésre, így megmenekültek a kiirtatástól. Ezek után a zsidók a bibliai Eszter könyve szerint a fővárosban, Szúzában ötszáz, a birodalom többi részében kb. hetvenötezer ellenségüket ölték meg a perzsa elemésztés (gör: ´ολοκαυστον) során, „de zsákmányra nem tették rá kezüket”. (lásd: Purim ünnepe a zsidóknál). Ezt követően a zsidók nagy befolyásra tettek szert.
A bibliai Ahasvéros a kritika szerint nem lehet azonos Xerxésszel. Eszter ahelyett, hogy a már engedélyezett hazatelepülést szorgalmazná, a perzsa királlyal legyilkoltat hetvenötezer perzsát. Ezdrással sem cseng össze a történet, mert Ezdrás szerint Artaxerxész király alkotott a zsidók pozitív diszkriminációjáról rendeletet, nem említi azonban, hogy ennek előtte honfitársai mekkora veszélybe kerültek volna, és hogy ennek nyomán Xerxész a zsidósággal foglalkozott volna.
Erről az epizódról Eszter könyvén kívül nincs más ismert történeti említés. Eszter könyve eredetileg valószínűleg Asszíriáról szólhatott, mely korba beleillik, tehát Szamaria elfoglalása után az onnan kitelepített zsidók kerültek esetleg veszélybe, s menekültek meg. Tóbiás, Judit, Ruth és Eszter könyve a zsidók fogságával foglalkozik, de mindegyikük történeti háttere elnagyolt, mivel a bennük leírt eseményeket több száz évvel azokat követően jegyezték le. Ebből adódhatnak a perzsákra vonatkozó részletek.